# Enfim, Juntos
Enfim, Juntos (Ensemble, c'est tout) é um filme francês realizado por Claude Berri e lançado em 2007. O filme, baseado no romance homônimo da escritora Anna Gavalda, é estrelado por Audrey Tautou.